# Communauté de communes de Plancy-l’Abbaye
Die Communauté de communes de Plancy-l’Abbaye war ein französischer Gemeindeverband mit der Rechtsform einer Communauté de communes im Département Aube in der Region Grand Est. Sie wurde am 24. Dezember 1993 gegründet und umfasste acht Gemeinden. Der Verwaltungssitz befand sich im Ort Plancy-l’Abbaye.

## Historische Entwicklung
Am 1. Januar 2017 wurde der Gemeindeverband mit der Communauté de communes Seine Fontaine Beauregard zur neuen Communauté de communes Seine et Aube zusammengeschlossen.

## Ehemalige Mitgliedsgemeinden
1. Bessy
2. Boulages
3. Champfleury
4. Charny-le-Bachot
5. Plancy-l’Abbaye
6. Rhèges
7. Salon
8. Viâpres-le-Petit